# 사와다 다카시
사와다 다카시(일본어: 澤田 崇, 1991년 5월 26일 ~ )는 일본의 축구 선수이다. 현재 J2리그의 V-파렌 나가사키에서 뛰고 있다.

## 구단 경력
그는 2014년부터 J리그의 로아소 구마모토, 시미즈 에스펄스, V-파렌 나가사키에서 뛰었다.